# 57e cérémonie des Golden Globes
La 57e cérémonie des Golden Globes a eu lieu le 23 janvier 2000, récompensant les films et séries diffusés en 1999 et les professionnels s'étant distingués cette année-là.

## Palmarès
Les lauréats sont indiqués ci-dessous en premier de chaque catégorie et en caractères gras.

### Cinéma

#### Meilleur film dramatique
- American Beauty
  - La Fin d'une liaison (The End of the Affair)
  - Hurricane Carter (The Hurricane)
  - Révélations (The Insider)
  - Le Talentueux Mr Ripley (The Talented Mr. Ripley)

#### Meilleur film musical ou comédie
- Toy Story 2
  - Mafia Blues (Analyze This)
  - Dans la peau de John Malkovich (Being John Malkovich)
  - Man on the Moon
  - Coup de foudre à Notting Hill (Notting Hill)

#### Meilleur réalisateur
- Sam Mendes pour American Beauty
  - Norman Jewison pour Hurricane Carter (The Hurricane)
  - Neil Jordan pour La Fin d'une liaison (The End of the Affair)
  - Michael Mann pour Révélations (The Insider)
  - Anthony Minghella pour Le Talentueux Mr Ripley (The Talented Mr. Ripley)

#### Meilleur acteur dans un film dramatique
- Denzel Washington pour le rôle de Rubin Carter dans Hurricane Carter (The Hurricane)
  - Russell Crowe pour le rôle du Dr Jeffrey Wigand dans Révélations (The Insider)
  - Matt Damon pour le rôle de Tom Ripley dans Le Talentueux Mr Ripley (The Talented Mr. Ripley)
  - Richard Farnsworth pour le rôle d'Alvin Straight dans Une histoire vraie (The Straight Story)
  - Kevin Spacey pour le rôle de Lester Burnham dans American Beauty

#### Meilleure actrice dans un film dramatique
- Hilary Swank pour le rôle de Brandon Teena dans Boys Don't Cry
  - Annette Bening pour le rôle de Carolyn Burnham dans American Beauty
  - Julianne Moore pour le rôle de Sarah Miles dans La Fin d'une liaison (The End of the Affair)
  - Meryl Streep pour le rôle de Roberta Guaspari dans La Musique de mon cœur (Music of the Heart)
  - Sigourney Weaver pour le rôle d'Alice Goodwin dans Une carte du monde (A Map of the World)

#### Meilleur acteur dans un film musical ou une comédie
- Jim Carrey pour le rôle d'Andy Kaufman dans Man on the Moon
  - Robert De Niro pour le rôle de Paul Vitti dans Mafia Blues (Analyze This)
  - Rupert Everett pour le rôle de Lord Arthur Goring dans Un mari idéal (An Ideal Husband)
  - Hugh Grant pour le rôle de William Thacker dans Coup de foudre à Notting Hill (Notting Hill)
  - Sean Penn pour le rôle d'Emmet Ray dans Accords et Désaccords (Sweet and Lowdown)

#### Meilleure actrice dans un film musical ou une comédie
- Janet McTeer pour le rôle de Mary Jo Walker dans Libres comme le vent (Tumbleweeds)
  - Julianne Moore pour le rôle de Mrs. Laura Cheveley dans Un mari idéal (An Ideal Husband)
  - Julia Roberts pour le rôle d'Anna Scott dans Coup de foudre à Notting Hill (Notting Hill)
  - Sharon Stone pour le rôle de Sarah Little dans La Muse (The Muse)
  - Reese Witherspoon pour le rôle de Tracy Flick dans L'Arriviste (Election)

#### Meilleur acteur dans un second rôle
- Tom Cruise pour le rôle de Frank T.J. Mackey dans Magnolia
  - Michael Caine pour le rôle du Dr Wilbur Larch dans L'Œuvre de Dieu, la part du Diable (The Cider House Rules)
  - Michael Clarke Duncan pour le rôle de John Coffey dans La Ligne verte (The Green Mile)
  - Jude Law pour le rôle de Dickie Greenleaf dans Le Talentueux Mr Ripley (The Talented Mr. Ripley)
  - Haley Joel Osment pour le rôle de Cole Sear dans Sixième Sens (The Sixth Sense)

#### Meilleure actrice dans un second rôle
- Angelina Jolie pour le rôle de Lisa Rowe dans Une vie volée (Girl, Interrupted)
  - Cameron Diaz pour le rôle de Lotte Schwartz dans Dans la peau de John Malkovich (Being John Malkovich)
  - Catherine Keener pour le rôle de Maxine Lund dans Dans la peau de John Malkovich (Being John Malkovich)
  - Samantha Morton pour le rôle de Hattie dans Accords et Désaccords (Sweet and Lowdown)
  - Natalie Portman pour le rôle d'Ann August dans Ma mère, moi et ma mère (Anywhere but Here)
  - Chloë Sevigny pour le rôle de Lana Tisdel dans Boys Don't Cry

#### Meilleur scénario
- American Beauty – Alan Ball
  - Dans la peau de John Malkovich (Being John Malkovich) – Charlie Kaufman
  - L'Œuvre de Dieu, la part du Diable (The Cider House Rules) – John Irving
  - Révélations (The Insider) – Michael Mann et Eric Roth
  - Sixième Sens (The Sixth Sense) – M. Night Shyamalan

#### Meilleure chanson originale
- "You'll Be in My Heart" interprétée par Phil Collins – Tarzan
  - "Beautiful Stranger" interprétée par Madonna – Austin Powers 2 : L'Espion qui m'a tirée (Austin Powers: The Spy Who Shagged Me)
  - "How Can I Not Love You" interprétée par Joy Enriquez – Anna et le Roi (Anna and the King)
  - "Save Me" interprétée par Aimee Mann – Magnolia
  - "When She Loved Me" interprétée par Sarah McLachlan – Toy Story 2

#### Meilleure musique de film
- La Légende du pianiste sur l'océan (La Leggenda del pianista sull'oceano) – Ennio Morricone
  - American Beauty – Thomas Newman
  - Les cendres d'Angela (Angela's Ashes) – John Williams
  - Anna et le Roi (Anna and the King) – George Fenton
  - La Fin d'une liaison (The End of the Affair) – Michael Nyman
  - Eyes Wide Shut – Jocelyn Pook
  - Révélations (The Insider) – Pieter Bourke et Lisa Gerrard
  - Une histoire vraie (The Straight Story) – Angelo Badalamenti
  - Le Talentueux Mr Ripley (The Talented Mr. Ripley) – Gabriel Yared

#### Meilleur film étranger
- Tout sur ma mère (Todo sobre mi madre) •  Espagne
  - Aimée et Jaguar (Aimée und Jaguar) •  Allemagne
  - Est-Ouest •  Bulgarie/ France/ Russie/ Espagne
  - La Fille sur le pont •  France
  - Le Violon rouge (The Red Violin) •  Canada/ Italie

### Télévision
Note : le symbole « ♕ » rappelle le gagnant de l'année précédente (si nomination).

#### Meilleure série dramatique
- Les Soprano (The Sopranos)
  - Urgences (ER)
  - Deuxième Chance (Once and Again)
  - The Practice : Bobby Donnell et Associés (The Practice) ♕
  - À la Maison-Blanche (The West Wing)

#### Meilleure série musicale ou comique
- Sex and the City
  - Ally McBeal
  - Dharma et Greg (Dharma and Greg)
  - Spin City
  - Will et Grace (Will and Grace)

#### Meilleure mini-série ou meilleur téléfilm
- RKO 281
  - Dash and Lilly
  - Dorothy Dandridge, le Destin d'une Diva (Introducing Dorothy Dandridge)
  - Jeanne d'Arc (Joan of Arc)
  - Witness Protection

#### Meilleur acteur dans une série dramatique
- James Gandolfini pour le rôle de Tony Soprano dans Les Soprano (The Sopranos)
  - Billy Campbell pour le rôle de Rick Sammler dans Deuxième Chance (Once and Again)
  - Rob Lowe pour le rôle de Sam Seaborn dans À la Maison-Blanche (The West Wing)
  - Dylan McDermott pour le rôle de Bobby Donnell dans The Practice : Bobby Donnell et Associés (The Practice) ♕
  - Martin Sheen pour le rôle de Josiah Edward Bartlet dans À la Maison-Blanche (The West Wing)

#### Meilleure actrice dans une série dramatique
- Edie Falco pour le rôle de Carmela Soprano dans Les Soprano (The Sopranos)
  - Lorraine Bracco pour le rôle du Dr Jennifer Melfi dans Les Soprano (The Sopranos)
  - Amy Brenneman pour le rôle du juge Amy Madison Gray dans Amy (Judging Amy)
  - Julianna Margulies pour le rôle de Carol Hathaway dans Urgences (ER)
  - Sela Ward pour le rôle de Lily Manning dans Deuxième Chance (Once and Again)

#### Meilleur acteur dans une série musicale ou comique
- Michael J. Fox pour le rôle de Mike Flaherty dans Spin City ♕
  - Thomas Gibson pour le rôle de Greg dans Dharma et Greg (Dharma and Greg)
  - Eric McCormack pour le rôle de Will Truman dans Will et Grace (Will & Grace)
  - Ray Romano pour le rôle de Ray Barone dans Tout le monde aime Raymond (Everybody Loves Raymond)
  - George Segal pour le rôle de Jack Gallo dans Voilà ! (Just Shoot Me!)

#### Meilleure actrice dans une série musicale ou comique
- Sarah Jessica Parker pour le rôle de Carrie Bradshaw dans Sex and the City
  - Jenna Elfman pour le rôle de Dharma dans Dharma et Greg (Dharma and Greg) ♕
  - Calista Flockhart pour le rôle d'Ally McBeal dans Ally McBeal
  - Felicity Huffman pour le rôle de Dana Whitaker dans Sports Night
  - Heather Locklear pour le rôle de Caitlin Moore dans Spin City
  - Debra Messing pour le rôle de Grace Adler dans Will et Grace (Will & Grace)

#### Meilleur acteur dans une mini-série ou un téléfilm
- Jack Lemmon pour le rôle de Henry Drummond dans Inherit the Wind (en)
  - Jack Lemmon pour le rôle de Morrie Schwartz dans Morinie: Une leçon de vie (Tuesdays with Morrie)
  - Liev Schreiber pour le rôle d'Orson Welles dans RKO 281
  - Sam Shepard pour le rôle de Dashiell Hammett dans Dash and Lilly
  - Tom Sizemore pour le rôle de Bobby Batton dans Witness Protection

#### Meilleure actrice dans une mini-série ou un téléfilm
- Halle Berry pour le rôle de Dorothy Dandridge dans Dorothy Dandridge, le Destin d'une Diva (Introducing Dorothy Dandridge)
  - Judy Davis pour le rôle de Lillian Hellman dans Dash and Lilly
  - Mia Farrow pour le rôle de Diane McGowin dans Au cœur du labyrinthe (Forget Me Never)
  - Helen Mirren pour le rôle d'Ayn Rand dans The Passion of Ayn Rand
  - Leelee Sobieski pour le rôle de Jeanne d'Arc dans Jeanne d'Arc (Joan of Arc)

#### Meilleur acteur dans un second rôle dans une série, une mini-série ou un téléfilm
- Peter Fonda pour le rôle de Frank O'Connor dans The Passion of Ayn Rand
  - Klaus Maria Brandauer pour le rôle d'Otto Preminger dans Dorothy Dandridge, le Destin d'une Diva (Introducing Dorothy Dandridge)
  - Sean Hayes pour le rôle de Jack McFarland dans Will et Grace (Will & Grace)
  - Chris Noth pour le rôle de Mr Big dans Sex and the City
  - Peter O'Toole pour le rôle de Pierre Cauchon dans Jeanne d'Arc (Joan of Arc)
  - David Spade pour le rôle de Dennis Quimby Finch dans Voilà ! (Just Shoot Me!)

#### Meilleure actrice dans un second rôle dans une série, une mini-série ou un téléfilm
- Nancy Marchand pour le rôle de Livia Soprano dans Les Soprano (The Sopranos)
  - Kathy Bates pour le rôle d'Agatha Hannigan dans Annie
  - Jacqueline Bisset pour le rôle de Isabelle Devouton dans Jeanne d'Arc (Joan of Arc)
  - Kim Cattrall pour le rôle Samantha Jones dans Sex and the City
  - Melanie Griffith pour le rôle de Marion Davies dans RKO 281
  - Cynthia Nixon pour le rôle de Miranda Hobbes dans Sex and the City
  - Miranda Richardson pour le rôle de Dinah dans Les Rênes du pouvoir (The Big Brass Ring)

### Spéciales

#### Cecil B. DeMille Award
- Barbra Streisand

#### Miss Golden Globe
- Liza Huber (en)

## Récompenses et nominations multiples

### Nominations multiples

#### Cinéma
6 : American Beauty
5 : Le Talentueux Mr Ripley, Révélations
4 : Dans la peau de John Malkovich, La Fin d'une liaison
3 : Hurricane Carter, Coup de foudre à Notting Hill
2 : Toy Story 2, Man on the Moon, Boys Don't Cry, Magnolia, Anna et le Roi, Sixième Sens, L'Œuvre de Dieu, la part du Diable, Accords et Désaccords, Un mari idéal, Une histoire vraie, Mafia Blues

#### Télévision
5 : Les Soprano, Sex and the City
4 : Jeanne d'Arc, Will et Grace
3 : Spin City, RKO 281, Dorothy Dandridge, le Destin d'une Diva, Dash and Lilly, Dharma et Greg, À la Maison-Blanche, Deuxième Chance
2 : The Passion of Ayn Rand, Voilà !, Witness Protection, Ally McBeal, The Practice : Bobby Donnell et Associés, Urgences

#### Personnalités
2 : Michael Mann, Julianne Moore, Jack Lemmon

### Récompenses multiples
Légende : Nombre de récompenses/Nombre de nominations

#### Cinéma
3 / 6 : American Beauty

#### Télévision
4 / 5 : Les Soprano
2 / 5 : Sex and the City

#### Personnalité
Aucune

### Les grands perdants

#### Cinéma
0 / 5 : Révélations, Le Talentueux Mr Ripley
0 / 4 : La Fin d'une liaison, Dans la peau de John Malkovich

#### Télévision
O / 4 : Will et Grace, Jeanne d'Arc